# Johannes Bachmann (Theologe)
Johannes Franz Julius Bachmann (* 24. Februar 1832 in Berlin; † 11. April 1888 in Rostock) war ein deutscher lutherischer Theologe.

## Leben
Johannes Bachmann war Sohn des Oberkonsistorialrates Johann Friedrich Bachmann (1799–1876) und dessen Frau Mathilde Julie Emelie (1806–1874). Er studierte Theologie an den Universitäten Halle und Berlin. Später war er in Berlin Konsistorialrat sowie Pfarrer. Am 12. Oktober 1858 heiratete er in Berlin. Ab 1858 war er an der Universität Rostock Professor für Altes Testament und Universitätsprediger. Neben seinem Fachgebiet veröffentlichte er auch Forschungen zur Hymnologie und setzte sich für die Innere Mission ein. Er war langjähriger Vorstand des Vereins für Armen- und Krankenpflege, sowie der Herberge zur Heimat in Rostock, zu deren Mitbegründern er auch gehörte. Sein besonderes Engagement galt dem 1845 gegründeten Rettungshaus zur Pflege verwahrloster Kinder in Gehlsdorf (heute Evangelische Stiftung Michaelshof Rostock), dessen Kuratorium er angehörte. Er war Schriftführer des Hauptvereins für Innere Mission in Mecklenburg und des Mecklenburgischen Landesausschusses für Innere Mission.
Von Tholuck und Hengstenberg beeinflusst vertrat er eine konservativ-lutherische Theologie.
Bachmanns Sohn war Friedrich Bachmann, Theologe, Pädagoge und Historiker. Sein Schwiegersohn war Heinrich Behm, der Landesbischof von Mecklenburg-Schwerin.

## Werke
- Zur Geschichte der Berliner Gesangbücher. Ein hymnologischer Beitrag, 1856.
- Kommentar zum Buch der Richter (Kapitel 1-5), 1868/1869.
- Ernst Wilhelm Hengstenberg. Sein Leben und Wirken nach gedruckten und ungedruckten Quellen dargestellt, 3 Bde., 1876–1892.
- Geschichte des evangelischen Kirchengesangs in Mecklenburg, insbesondere der mecklenburgischen Gesangbücher, 1881.
- mit Paul Bard, Theodor Kliefoth, Karl Jahn, Fabian Feilchenfeld: Trauerreden nach dem Abscheiden seiner Königlichen Hoheit des Großherzoges Friedrich Franz II. von Mecklenburg-Schwerin, 1883.
- Letzte Predigten gehalten beim Universitätsgottesdienst in der St. Marienkirche zu Rostock, 1888.
- [Herausgeber:] Praeparation und Commentar zum Deutero-Jesaja wortgetreuer Uebersetzung, 1890.
- [Herausgeber:] Praeparation und Kommentar zu den Psalmen mit genauen Analysen und getreuer Übersetzung für Gymnasiasten, Studirende und Candidaten, 1891.